# تفاح فلورنتينه
تفاح فلورنتينه (الاسم العلمي Malus florentina)، نوع من التفاح الإيطالي المنبت. برّي وصالح للزينة. جنبته تعلو من 3 إلى 4 أمتار. أفنادها وأفنانها حنطية اللون. أوراقها زباء الصفحة السفلى. ازهرارها تاجي الارتكاز.. أزهارها بيضاء. ثمارها حمراء اللون عند الأدراك. طول الثمرة نحو 12 ملليمتر وعرضها 10 ملليمتر. ازهرارها ربيعي.